# روبرت إس. بوير
روبرت إس. بوير (بالإنجليزية: Robert S. Boyer)‏ هو مهندس وفيلسوف وعالم حاسوب أمريكي، ولد في القرن العشرين.